# توبي كيبيل
توبي كيبيل (بالإنجليزية: Toby Kebbell)‏ مواليد 9 يوليو 1982 في يوركشاير، إنجلترا، المملكة المتحدة، هو ممثل إنجليزي بدأ مسيرته الفنية عام 2000.

## الأعمال

### أفلام
- الإسكندر (فيلم) (الدور: بوسانياس)
- أمير فارس: رمال الزمن (فيلم)
- حصان حرب (فيلم) (الدور: كولين )
- الشرق (فيلم) (الدور: أجينور)
- ووركرافت (الدور: غولدان)

## روابط خارجية
- توبي كيبيل على موقع IMDb (الإنجليزية)
- توبي كيبيل على موقع روتن توميتوز (الإنجليزية)
- توبي كيبيل على موقع أول موفي (الإنجليزية)
- توبي كيبيل على موقع ديسكوغز (الإنجليزية)
- توبي كيبيل على موقع قاعدة بيانات الفيلم (الإنجليزية)